# 大子郵便局
大子郵便局（だいごゆうびんきょく）は茨城県久慈郡大子町にある郵便局。民営化前の分類では集配普通郵便局であった。

## 概要
住所：〒319-3599 茨城県久慈郡大子町大子676
民営化直前の集配業務再編において、多くの集配普通郵便局は統括センターとなったが、当局は配達センターとされたため、民営化後も郵便事業株式会社の支店は併設されず、集配センターが併設された。

## 沿革
- 1874年（明治7年）12月16日 - 大子郵便取扱所として開設[1]。
- 1875年（明治8年）1月1日 - 大子郵便局（五等）となる。
- 1882年（明治15年） - 為替・貯金取扱を開始。
- 1893年（明治26年）3月26日 - 大子郵便電信局となる。
- 1903年（明治36年）4月1日 - 通信官署官制の施行に伴い大子郵便局となる。
- 1955年（昭和30年）1月17日 - 依上郵便局[2]から電話交換事務の取扱を移管[3]。
- 1958年（昭和33年）9月1日 - 電話交換事務および電報配達事務の取扱を大子電報電話局に移管。
- 1984年（昭和59年）9月30日 - 下金沢郵便局および生瀬郵便局から集配業務を移管。
- 1985年（昭和60年）8月1日 - 特定郵便局から普通郵便局へ局種別改定。
- 1998年（平成10年）9月1日 - 外国通貨の両替および旅行小切手の売買に関する業務取扱を開始。
- 2007年（平成19年）10月1日 - 民営化に伴い、併設された郵便事業那珂支店大子集配センターに一部業務を移管。
- 2012年（平成24年）10月1日 - 日本郵便株式会社発足に伴い、郵便事業那珂支店大子集配センターを大子郵便局に統合。
- 2024年（令和6年）1月29日 - 町付郵便局から集配業務を移管。

## 取扱内容
- 郵便、印紙、ゆうパック、内容証明
- 貯金、為替、振替、振込、国際送金、国債、投資信託
- 生命保険、バイク自賠責保険、自動車保険
- ゆうちょ銀行ATM
- 久慈郡大子町内の一部地域の集配業務

## 周辺
- 大子町役場
- 道の駅奥久慈だいご
- 茨城県立大子清流高等学校
- 国道118号
- 国道461号
- 久慈川

## アクセス
- JR水郡線 常陸大子駅から約150m（徒歩約1分）
- 茨城交通バス 大子駅停留所下車
- 駐車場あり：6台